# Баудолин
Баудолин (ок. 700 — ок. 740 года) — святой отшельник Алессандрийский. День памяти — первое воскресение после 10 ноября.
Святой Баудолин был родом из Форума Фульвии (Forum Fulvii) (совр. Вилла дель Форо), селения на берегу реки Танаро, что на северо-западе совр. Италии. Он жил во времена Лиутпранда, короля лангобардов. Будучи по происхождению из благородной семьи, он раздал всё своё достояние бедным и поселился в убогой хижине на берегу реки. Согласно трудам Павла Диакона, он был известен своими прозорливостью и даром чудотворения.
Святой Баудолин считается покровителем города Алессандрия. Его изображают в епископском облачении, окружённым гусями, оленями и иными животными, которые, согласно преданию, любили его слушать.